# Димитрије Барбуловић
Димитрије Барбуловић (Вршац, 1869 — Скопље, 1926) био је српски правник. Носилац је Карађорђеве звезде са мачевима.

## Биографија
Рођен је 1869. године у Вршцу. До 1912. године, као дипломирани правник, имао је адвокатску канцеларију у Прокупљу. Био је једна од активних чланова четничког покрета, изводио је обуку у четничкој школи у Прокупљу и као комита борио се у Македонији и на Косову и Метохији. У балканским ратовима одликован је Златном медаљом за храброст а на Солунском фронту; одликован је официрским орденом Карађорђеве звезде са мачевима IV реда. Борио се у Моравској дивизији 2. позива и био је познат у војси као „капетан на квадрат”. Наиме, био је командир 2. чете 2. батаљона 2. пука Моравске дивизије и као храбар и поуздан официр добио је задатак да са својом четом коју су чинили ратници из Топлице, преко Албаније спроведе државну благајну, што је са успехом и без губитка учинио. О њему и пребацивању државног новца преко Албаније, опширно је писао у својим мемоарима др Милан Стојадиновић, будући министар и председник владе Краљевине Југославије.
После рата напустио је Прокупље и отворио је канцеларију у Скопљу, где је умро 1926. године и као резервни потпуковник сахрањен са највишим војним почастима уз присуство команданта армије. На гробу се од њега опростио митрополит а касније патријарх Варнава, његов некадашњи саборац из четничке акције не Косову.